# Kelsey Serwa
Kelsey Serwa (Kelowna, 1º settembre 1989) è un'ex sciatrice alpina e sciatrice freestyle canadese attiva principalmente nello ski cross, specialità nella quale vinse la medaglia d'oro ai Mondiali di Deer Valley 2011 e ai XXIII Giochi olimpici invernali di Pyeongchang 2018.

## Biografia

### Stagioni 2005-2009
Kelsey Serwa iniziò la sua carriera nello sci alpino: attiva in gare FIS dal dicembre del 2004, in Nor-Am Cup esordì l'8 dicembre 2005 a Lake Louise in discesa libera (24ª), ottenne il miglior piazzamento l'8 dicembre 2006 nelle medesime località e specialità (12ª) e prese per l'ultima volta il via il 15 marzo 2008 a Whiteface Mountain in slalom gigante (15ª). Durante la sua carriera nello sci alpino non esordì in Coppa del Mondo né prese parte a rassegne olimpiche o iridate e la sua ultima gara nella disciplina fu uno slalom gigante FIS disputato il 6 aprile 2008 a Rossland, chiuso dalla Serwa al 4º posto.
Dalla stagione 2008-2009 si dedicò al freestyle, specialità ski cross: debuttò nella disciplina in occasione della gara di Australia New Zealand Cup di Mount Hotham del 23 agosto (5ª), esordì in Coppa del Mondo il 5 gennaio a Sankt Johann in Tirol/Oberndorf in Tirol subito conquistando il primo podio (3ª) e debuttò ai Campionati mondiali nella rassegna iridata di Inawashiro (5ª). In quella stessa stagione 2008-2009 si classificò al 3º posto nella classifica della Coppa del Mondo di ski cross, staccata dalla vincitrice Ophélie David di 444 punti.

### Stagioni 2010-2019
Il 13 gennaio 2010 vinse la sua prima gara in Coppa del Mondo, all'Alpe d'Huez, e ai successivi XXI Giochi olimpici invernali di Vancouver 2010, suo esordio olimpico, si classificò al 5º posto. Ai Mondiali di Deer Valley 2011 vinse la medaglia d'oro; anche quell'anno in Coppa del Mondo si classificò al 3º posto nella classifica di ski cross, staccata dalla vincitrice Anna Holmlund di 62 punti. Il 19 febbraio 2013 conquistò a Soči Krasnaja Poljana l'ultima vittoria in Coppa del Mondo e l'anno dopo ai XXII Giochi olimpici invernali di Soči 2014 vinse la medaglia d'argento nella gara disputata nella medesima località.
Il 17 marzo 2016 esordì in Nor-Am Cup, a Smithers subito ottenendo il primo podio (2ª); ai XXIII Giochi olimpici invernali di Pyeongchang 2018, sua ultima presenza olimpica, vinse la medaglia d'oro e il 23 marzo dello stesso anno conquistò la prima vittoria in Nor-Am Cup, a Red Mountain. Il 20 gennaio 2019 ottenne a Idre Fjäll l'ultimo podio in Coppa del Mondo (3ª) e ai successivi Mondiali di Park City 2019, suo congedo iridato, si classificò 5ª. Si ritirò al termine di quella stessa stagione 2018-2019 e la sua ultima gara fu la prova di Nor-Am Cup disputata il 14 aprile a Sunshine, vinta dalla Serwa.

## Palmarès

### Sci alpino

#### Nor-Am Cup
- Miglior piazzamento in classifica generale: 53ª nel 2008

### Freestyle

#### Olimpiadi
- 2 medaglie:
  - 1 oro (ski cross a Pyeongchang 2018)
  - 1 argento (ski cross a Soči 2014)

#### Mondiali
- 1 medaglia:
  - 1 oro (ski cross a Deer Valley 2011)

#### Coppa del Mondo
- Miglior piazzamento in classifica generale: 7ª nel 2011
- Miglior piazzamento nella Coppa del Mondo di ski cross: 3ª nel 2009 e nel 2011
- 20 podi:
  - 8 vittorie
  - 9 secondi posti
  - 3 terzi posti

##### Coppa del Mondo - vittorie
| Data             | Località              | Paese       | Specialità |
| ---------------- | --------------------- | ----------- | ---------- |
| 13 gennaio 2010  | Alpe d'Huez           | Francia     | SX         |
| 24 gennaio 2010  | Lake Placid           | Stati Uniti | SX         |
| 12 marzo 2010    | Grindelwald           | Svizzera    | SX         |
| 12 gennaio 2011  | Alpe d'Huez           | Francia     | SX         |
| 17 dicembre 2011 | San Candido           | Italia      | SX         |
| 18 dicembre 2011 | San Candido           | Italia      | SX         |
| 23 dicembre 2012 | San Candido           | Italia      | SX         |
| 19 febbraio 2013 | Soči Krasnaja Poljana | Russia      | SX         |

Legenda:

SX = ski cross

#### Coppa Europa
- Miglior piazzamento nella classifica di ski cross: 29ª nel 2016
- 2 podi:
  - 1 vittoria
  - 1 secondo posto

##### Coppa Europa - vittorie
| Data             | Località | Paese   | Specialità |
| ---------------- | -------- | ------- | ---------- |
| 22 novembre 2015 | Pitztal  | Austria | SX         |

Legenda:

SX = ski cross

#### Nor-Am Cup
- Miglior piazzamento in classifica generale: 42ª nel 2019
- Miglior piazzamento nella classifica di ski cross: 9ª nel 2019
- 6 podi:
  - 4 vittorie
  - 2 secondi posti

##### Nor-Am Cup - vittorie
| Data           | Località     | Paese  | Specialità |
| -------------- | ------------ | ------ | ---------- |
| 23 marzo 2018  | Red Mountain | Canada | SX         |
| 24 marzo 2018  | Red Mountain | Canada | SX         |
| 13 aprile 2019 | Sunshine     | Canada | SX         |
| 14 aprile 2019 | Sunshine     | Canada | SX         |

Legenda:

SX = ski cross

#### South American Cup
- 4 podi:
  - 2 vittorie
  - 2 secondi posti

##### South American Cup - vittorie
| Data             | Località | Paese     | Specialità |
| ---------------- | -------- | --------- | ---------- |
| 4 settembre 2010 | Chapelco | Argentina | SX         |
| 5 settembre 2010 | Chapelco | Argentina | SX         |

Legenda:

SX = ski cross

#### Australia New Zealand Cup
- Miglior piazzamento nella classifica di ski cross: 5ª nel 2016
- 1 podio:
  - 1 secondo posto

#### Campionati canadesi
- 3 medaglie:
  - 1 oro (ski cross nel 2009)
  - 2 argenti (ski cross nel 2011; ski cross nel 2016)